# Sieglinde Puttrich-Gurth
Sieglinde Puttrich-Gurth (* 2. August 1937 in Forst (Lausitz)) ist eine deutsche Ärztin und ehemalige Politikerin (LDPD). Sie war Abgeordnete der 8. Wahlperiode der Volkskammer der Deutschen Demokratischen Republik (DDR).

## Leben
Puttrich-Gurth, Tochter einer Arbeiterfamilie, studierte nach dem Abitur von 1955 bis 1960 Medizin an der Humboldt-Universität zu Berlin und der Medizinischen Akademie Dresden. Von 1961 bis 1967 wirkte sie als Assistenzärztin am Kreiskrankenhaus Forst. 1962 promovierte sie zum Doktor der Medizin. Ab 1967 war sie als Fachärztin für Innere Medizin tätig. Ab 1968 war sie Leitende Ärztin, dann Ärztliche Direktorin der Kreispoliklinik Forst. 1979 wurde sie zum Medizinalrat ernannt.
1955 wurde sie Mitglied im Freien Deutschen Gewerkschaftsbund (FDGB), 1967 trat sie der Liberal-Demokratischen Partei Deutschlands (LDPD) bei. Ab 1969 war sie Kreisvorsitzende der Nationalen Front in Forst und Abgeordnete des Kreistages. 1970 wurde sie in den LDPD-Kreisvorstand Forst gewählt. Von 1981 bis 1986 war sie Abgeordnete der Volkskammer und dort Mitglied des Ausschusses für Gesundheitswesen.